# Шашков, Петр Алексеевич
Петр Алексеевич Шашков (род. 2 августа 1949, Витебск) — советский и белорусский борец  греко-римского стиля, заслуженный тренер Республики Беларусь (1994).

## Биография
Родился в 1949 году в Витебске. Тренировался у заслуженного тренера СССР Владимира Изопольского. 
В 1968 году стал победителем первенства СССР среди сельских спортсменов (общество «Урожай»). Мастер спорта СССР. 
После окончания спортивной карьеры начал работать тренером в Витебске.
Среди учеников чемпионы Республики Беларусь, чемпионы и призеры международных соревнований Андрей Строчко и Юрий Коньков, старший тренер Витебской области Александр Середохов. 
В 1994 году присвоено почётное спортивное звание заслуженный тренер Республики Беларусь. 
Работает тренером Витебского областного комплексного центра олимпийского резерва.